# Nike Mercurial SL
Mercurial SL é um modelo de chuteira produzido pela fabricante de calçados Nike. O primeiro modelo da série Mercurial foi produzido em 1998, sendo o SL o modelo mais recente. 
A gigantesca empresa de material desportivo Nike acaba de lançar a sexta geração da Elite Mercurial no segmento “Velocidade”, as Mercurial Vapor SuperFly II.
Para os mais distraídos existem quatro categorias distintas de botas, criadas à imagem dos jogadores de elite de forma a potenciar o seu desempenho em quatro pontos(Velocidade, Precisão, Controlo e Toque).
Categorias e seu ponto forte:
Mercurial – Velocidade
T90 Laser III – Precisão
CTR 360 – Controlo
Tiempo  - Toque